# Litoria chloristona
Litoria chloristona é uma espécie de anfíbio anuro da família Pelodryadidae. Está presente na Papua Nova Guiné. A UICN classificou-a como pouco preocupante.